# Níki Bakoyiánni
Níki Bakoyiánni (en grec moderne : Νίκη Μπακογιάννη, née le 9 juin 1968 à Lamia) est une athlète grecque, spécialiste du saut en hauteur.

## Carrière
Lors des Jeux olympiques de 1996, elle remporte la médaille d'argent à Atlanta, en franchissant 2,03 m, son record à ce jour.

## Palmarès
| Date | Compétition                    | Lieu      | Résultat | Marque |
| ---- | ------------------------------ | --------- | -------- | ------ |
| 1987 | Jeux méditerranéens            | Lattaquié | 3e       | 1,84 m |
| 1990 | Championnats d'Europe en salle | Glasgow   | 8e       | 1,88 m |
| 1991 | Jeux méditerranéens            | Athènes   | 3e       | 1,87 m |
| 1992 | Championnats d'Europe en salle | Gênes     | 5e       | 1,88 m |
| 1996 | Championnats d'Europe en salle | Stockholm | 2e       | 1,96 m |
| 1996 | Jeux olympiques                | Atlanta   | 2e       | 2,03 m |
| 1997 | Jeux méditerranéens            | Bari      | 2e       | 1,93 m |
| 2000 | Jeux olympiques                | Sydney    | qual.    | 1,80 m |

## Records
| Épreuve         | Épreuve      | Performance | Lieu               | Date                         |
| --------------- | ------------ | ----------- | ------------------ | ---------------------------- |
| Saut en hauteur | En plein air | 2,03 m (NR) | Atlanta            | 3 août 1996                  |
| Saut en hauteur | En salle     | 1,96 m (NR) | Le Pirée Stockholm | 11 février 1996 10 mars 1996 |